# Planeta Terra Festival
O Planeta Terra Festival foi um festival de música realizado pelo grupo Terra Networks entre 2007 e 2013.  

## O festival
O Planeta Terra Festival foi um festival de música realizado originalmente na cidade de São Paulo entre 2007 e 2013. Das nove edições realizadas, sete ocorreram na capital paulista, uma em Bogotá e uma em Buenos Aires. Diversos artistas e bandas passaram pelos palcos do festival, como Lily Allen, Lana Del Rey, Azealia Banks, White Lies, Kings of Leon, Little Boots, Kaiser Chiefs, Mika, Phoenix, The Smashing Pumpkins, Blur, CSS, entre outros.

## Edições

### 2007
A primeira edição do festival ocorreu no dia 10 de novembro de 2007 na Villa dos Galpões, em São Paulo. Foram mais de 10 horas de música nos três palcos, com mais de 15 atrações.

#### Line-up
| Main Stage                                                                                         | Indie Stage                                                                 | DJ Stage                                                  |
| -------------------------------------------------------------------------------------------------- | --------------------------------------------------------------------------- | --------------------------------------------------------- |
| - Kasabian - Devo - Lily Allen - Pato Fu - Instituto apresenta Racional e convidados - Supercordas | - The Rapture - CSS - Datarock - Tokyo Police Club - Lucy and the Popsonics | - Layo & Bushwacka - Vitalic - Jon Carter - Renato Ratier |

### 2008
A segunda edição do festival ocorreu no dia 8 de novembro de 2008 novamente na Villa dos Galpões. Cerca de 15 mil espectadores compareceram ao evento.

#### Line-up
| Main Stage                                                                                           | Indie Stage                                                                       | DJ Stage                                                |
| --- | --------------------------------------------------------------------------------- | ------------------------------------------------------- |
| - Kaiser Chiefs - Bloc Party - The Offspring - The Jesus and Mary Chain - Vanguart - Mallu Magalhães | - The Breeders - Spoon - Foals - Animal Collective - Curumin - Brothers of Brazil | - Felix da Housecat - Justin Robertson - Milo - Mau Mau |

### 2009
A terceira edição do festival aconteceu no dia 7 de novembro de 2009. Foi o primeiro ano que o evento foi realizado no parque de diversões Playcenter, na cidade de São Paulo. 14 atrações fizeram parte do festival.

#### Line-up
| Sonora Main Stage | Coca-Cola Zero Stage                                                                                          |
| --- | --- |
| - Iggy & The Stooges - Sonic Youth - Primal Scream - Maxïmo Park - Móveis Coloniais de Acaju - Macaco Bong - Etienne de Crecy | - The Ting Tings - Metronomy - N.A.S.A. - Patrick Wolf - Copacabana Club - EX! - Anthony Rother - Fuja Lurdes |

### 2010
A quarta edição do festival foi realizada no dia 20 de novembro de 2010, novamente no parque de diversões Playcenter, em São Paulo. Os ingressos para essa edição esgotaram-se dois meses e meio antes da realização do evento, sem nem ter ainda todas as atrações confirmadas. Cerca de 20 mil pessoas compareceram ao evento que teve 15 atrações, nacionais e internacionais.

#### Line-up[9]
| Sonora Main Stage                                                                             | Gillette Hands Up o/ Indie Stage                                                                    |
| --------------------------------------------------------------------------------------------- | --------------------------------------------------------------------------------------------------- |
| - The Smashing Pumpkins - Pavement - Phoenix - Mika - of Montreal - Novos Paulistas - Mombojó | - Empire of the Sun - Hot Chip - Passion Pit - Yeasayer - Girl Talk - Holger - Hurtmold - República |

### 2011
O festival foi realizado novamente no Playcenter no dia 5 de novembro de 2011. The Vaccines estavam escalados para o line-up, mas cancelaram sua apresentação devido ao agendamento de uma turnê no Reino Unido como banda de abertura para o grupo Arctic Monkeys. Os ingressos da quinta edição do festival esgotaram-se em menos de 14h de vendas.

#### Line-up
No dia 6 de setembro o line-up de 15 atrações foi fechado.
No dia 13 de outubro, o grupo Peter Bjorn and John anunciou em seu site o cancelamento de sua apresentação, devido a problemas pessoais. Uma semana depois foi anunciada a banda norte-americana Gang Gang Dance como substituta do trio. Mais de 20 mil pessoas compareceram ao festival.
| Sonora Main Stage                                                                              | Claro Indie Stage |
| ---------------------------------------------------------------------------------------------- | --- |
| - The Strokes - Beady Eye - Interpol - Broken Social Scene - White Lies - Nação Zumbi - Criolo | - Goldfrapp - Groove Armada - Gang Gang Dance - Bombay Bicycle Club - Toro y Moi - Garotas Suecas - The Name - Selvagens à Procura de Lei |

### 2012
O festival foi realizado no dia 20 de outubro de 2012, dessa vez no Jockey Club de São Paulo, e transmitido via internet para quase 20 países, inclusive nos Estados Unidos. Cerca de 30 mil pessoas compareceram ao evento.

#### Line-up
O line-up completo foi divulgado oficialmente no dia 21 de agosto de 2012.
No dia 19 de outubro, a banda Kasabian, que seria uma das headliners, cancelou sua apresentação devido a problemas de saúde do guitarrista Serge Pizzorno.
| Main Stage                                                       | Indie Stage                                                                                               |
| ---------------------------------------------------------------- | --- |
| - Kings of Leon - Garbage - Suede - Best Coast - Mallu Magalhães | - Gossip - The Drums - Azealia Banks - The Maccabees - Little Boots - Banda Uó - Madrid - Far From Alaska |

### 2013
Em 2013, o festival mudou-se para o Aeroporto Campo de Marte, na região norte de São Paulo, e foi realizado no dia 9 de novembro.

#### Line-up
| Palco Terra                                                                            | Palco Smirnoff                                                 |
| -------------------------------------------------------------------------------------- | -------------------------------------------------------------- |
| - Blur - Lana Del Rey - Travis - BNegão & Seletores De Frequência - O Terno - Hatchets | - Beck - The Roots - Palma Violets - Clarice Falcão - Concurso |

### Futuro
Em maio de 2014, foi anunciado que a edição daquele ano do Planeta Terra seria um projeto itinerante, que ocorreria em vários estados brasileiros no decorrer do segundo semestre. Posteriormente, em outubro do mesmo ano, foi anunciado o cancelamento do festival. Na ocasião, foi informado que o evento acabou inviabilizado pela Copa do Mundo no Brasil e pelas eleições presidenciais no país, e que o mesmo retornaria em 2015, o que não se concretizou.

## Edições internacionais

### Peru
No dia 10 de agosto de 2012 foi anunciada a realização do Planeta Terra Festival em Lima, no Peru, no dia 13 de outubro.
No dia 21 de setembro, o evento foi oficialmente cancelado devido à baixa venda de ingressos.

### Colômbia
No dia 21 de agosto de 2012 foi anunciada a realização do Planeta Terra Festival em Bogotá, na Colômbia.
O evento foi realizado no Parque Jaime Duque, onde foram esperadas mais de 15 mil pessoas.

#### Line-up
| Planeta Terra Stage                                                                       |
| ----------------------------------------------------------------------------------------- |
| - James Murphy - Evanescence - Garbage - Miike Snow - The Drums - Red O'Clock - Sexy Lucy |

### Argentina
No dia 29 de agosto de 2013 foi anunciada a realização do Planeta Terra Festival em Buenos Aires, na Argentina. O evento foi realizado no Technopolis e contou com público de cerca de 7,5 mil pessoas.

#### Line-up
| Stage A                                | Stage B                                                                     |
| -------------------------------------- | --------------------------------------------------------------------------- |
| - Beck - Lana Del Rey - Un - Onda Vaga | - Travis - Palma Violets - El Mato Un Policia Motorizado - Baltasar Comotto |